# Peter Castle
Peter Castle (født 12. marts 1987) er en engelsk fodboldspiller, der spiller som forsvarsspiller for Sholing i Southern League Division One South & West. Han kom i 2003 til Reading som den yngste spiller nogensinde i en alder af 16 år og 49 dage.
Castle har på internationalt niveau repræsenteret England U/16 og Irland U/18.